# Antioco di Lione
Antioco, noto in francese come Andéol (... – Lione, V secolo), è stato il 16º vescovo di Lione, vissuto nella prima metà del V secolo, venerato come santo dalla Chiesa cattolica.
Nel più antico catalogo episcopale lionese, contenuto in un evangeliario della metà del IX secolo, e redatto attorno agli anni 799-814, il nome del vescovo Antioco compare al 16º posto tra i santi Martino e Elpidio. Non sono note le date esatte del suo episcopato, che è comunque posteriore al 381, anno in cui san Giusto prese parte al concilio di Aquileia e poco dopo dette le dimissioni dalla sede lionese per ritirarsi in un eremo in Egitto, e anteriore al 441, anno in cui è documentato storicamente per la prima volta il vescovo sant'Eucherio. Il suo episcopato si colloca nella prima metà del V secolo.
Le uniche notizie sulla vita di Antioco sono note grazie alla vita di san Giusto. Quando questi si ritirò in Egitto fu cercato dal presbitero Antioco, che cercò invano di riportarlo in patria. La tomba di Antioco si trovava nella basilica dei Maccabei, fuori le mura cittadine, che venne dedicata a San Giusto, quando vi trasferirono il corpo del santo. La chiesa fu distrutta nel corso del XVI secolo e le reliquie di Antioco andarono perse.
La più antica attestazione del vescovo Antioco si trova nel Martirologio geronimiano (V-VI secolo), dove la sua celebrazione è posta al 13 agosto con queste parole: Lugduno Galliae Antiochi episcopi. Dal Martirologio geronimiano la sua commemorazione passò nel Martirologio Romano redatto dal Baronio, il quale, seguendo il martirologio di Adone di Vienne, pose la sua commemorazione al 15 ottobre. L'odierno martirologio, riformato a norma dei decreti del Concilio Vaticano II, ha ricollocato la sua memoria nel giorno originario e lo ricorda con queste parole: